# Believer (Imagine Dragons)
Believer is een nummer van de Amerikaanse indierockband Imagine Dragons uit 2017. Het is de eerste single van hun derde studioalbum Evolve. Het haalde de 4e positie in de Amerikaanse Billboard Hot 100, en was goed voor een top 10-notering in Oostenrijk, Zwitserland, Frankrijk, Italië, Portugal, Canada, Tsjechië, Slowakije en Hongarije. In de Nederlandse Top 40 haalde het een bescheiden 35e positie, en in de Vlaamse Ultratop 50 haalde het de 40e positie.
"Believer" gaat over pijn en hoe Imagine Dragons-zanger Dan Reynolds daarmee omgaat. "Dit afgelopen jaar is het meest positieve jaar van mijn leven geweest. Dit lied legt mijn besef uit dat de emotionele pijn die ik de laatste paar jaar geleden heb, mij eigenlijk vooruit heeft geholpen naar een gezondere mentale ruimte. Die moeilijkheden helpen je echt te geloven in jezelf", aldus Reynolds.

## NPO Radio 2 Top 2000
| Nummer met noteringen in de NPO Radio 2 Top 2000 | '17  | '18 | '19 | '20 | '21 | '22 | '23 | '24 |
| ------------------------------------------------ | ---- | --- | --- | --- | --- | --- | --- | --- |
| Believer                                         | 1178 | 336 | 378 | 485 | 494 | 426 | 564 | 467 |

1. ↑  Een vetgedrukt getal geeft de hoogste notering aan.
2. ↑  2017 was het eerste jaar met een notering voor dit nummer.